# 1941 год в театре
1941 год в театре

## Персоналии

### Родились
- 12 января — Наталья Заякина, советская и российская актриса театра и кино
- 27 января — Герман Юшко, советский и российский актёр театра и кино
- 10 февраля — Лев Бобышев, советский и российский актёр театра и кино, заслуженный артист России
- 16 февраля — Юрий Кузьменков, советский и российский актёр театра и кино, заслуженный артист РСФСР
- 23 февраля — Геннадий Сайфулин, советский и российский актёр театра и кино, заслуженный артист РСФСР
- 25 февраля — Феликс Фальк, польский режиссёр театра и кино, сценарист, драматург и живописец.
- 8 марта — Андрей Миронов, советский актёр театра и кино, народный артист РСФСР
- 16 апреля — Сергей Никоненко, советский и российский актёр театра и кино, кинорежиссёр, народный артист России
- 24 апреля — Юрий Шерстнёв, советский и российский актёр театра и кино
- 25 мая — Олег Даль, советский актёр театра и кино
- 3 июля — Геннадий Корольков, советский и российский актёр театра и кино, заслуженный артист РСФСР
- 20 июля — Людмила Чурсина, советская и российская актриса театра и кино, народная артистка СССР
- 21 августа — Елена Рябинкина, русская прима-балерина, педагог классического балета, Заслуженная артистка РСФСР
- 27 августа — Богдан Ступка, советский и украинский актёр театра и кино, лауреат Государственной премии СССР, Народный артист СССР, министр культуры и искусств Украины, художественный руководитель Театра им. Ивана Франко (Киев), педагог
- 24 сентября — Игорь Ясулович, советский и российский актёр театра и кино, заслуженный артист РСФСР
- 19 октября — Жанна Болотова, советская и российская актриса театра и кино, народная артистка РСФСР
- 22 октября — Степан Олексенко, актёр театра и кино, народный артист СССР
- 12 декабря — Виталий Соломин, советский и российский актёр театра и кино, народный артист России

### Скончались
- 28 марта — Аглае Прутяну, румынская и молдавская театральная актриса.
- 6 августа — Леонид Леонидов, российский и советский актёр и театральный режиссёр
- 29 октября — Александр Афиногенов, драматург и критик